# 悲しみは空の彼方へ〜太田きよみ〈山崎一美〉テイチク秘蔵音源集〜
『悲しみは空の彼方へ〜太田きよみ〈山崎一美〉テイチク秘蔵音源集〜』（かなしみはそらのかなたへ〜おおたきよみ〈やまざきかずみ〉 テイチクひぞうおんげんしゅう〜）は、太田きよみのスタジオ・アルバム、かつ初のオリジナル・アルバム。2025年5月28日発売。発売元はテイチクエンタテインメント、販売はBRIDGE。規格品番：BRIDGE-404。
保管倉庫より約半世紀の時を越え発掘されたマスターテープをデジタライズ、最新リマスタリングを敢行、通常CDより高音質・高品質なUHQCD (Ultimate High Quality CD) で発売。
全収録作品のうち、7曲が未発表音源である。
本作は太田きよみがレコーディングしてから丸半世紀、CD化の企画立案が実現するまでに丸20年の歳月を要してリリースされた。

## 概要
本作は1976年、あくまでオリジナル・アルバムとしてリリースするため制作・レコーディングされていた作品群であり、当時のアルバム内容を復元・商品化した作品であるためベスト盤ではない。
2000年5月開催のイベント『プレイガール伝説』以来、太田きよみと親交のある藍渕邪子が2004年4月21日発売のオムニバス・アルバム『沢たまき&プレイガール ミュージックコレクション』に、太田が "山崎一美" 名義でリリースした「風知草」を収録、CD化。太田がその御礼として同年6月頃、テイチク在籍時代に録音・そのままお蔵入りとなっていた楽曲のコピー音源をダビングしたMDをプレゼントしたところ、それを聴いた藍渕が〝その内容の秀逸さと完成度の高さに驚嘆・感服した〟ことが切掛けとなり企画立案したものである。
2005年・最初の企画立案時、太田が夫君・曽根幸明の介護で非常に多忙であり〝現時点では折角リリースしても活動一つ出來ない〔ママ〕から…〟とあまり乗り気ではなかったことに加え、また同時に "何故にそれら作品群をお蔵入りさせざるを得なかったのか、その背景となる事案" が存在し、尚且つその内容が2025年現在ほど世間に周知されていなかった事が大きな障壁となり立ちはだかっていた。よって案件は膠着、その後幾度となく改めて企画してはその度に頓挫を繰り返す状況が長きに亘り続くこととなる。
事態が動き出したのは2019年11月に入ってからであり、2019年当時、藍渕が自身と懇意にしているレコード会社関係者がテイチクへ移籍・勤務しているとの情報を得た。よってその伝手を頼り人脈にすがる形で音源マスターの捜索を依頼したところ、倉庫を "家捜し" した結果11点の音源マスターの存在が無事に確認され、現存する全マスター音源のコピーを提供して戴くことが出来た。それが機となり本アルバムの企画は後の実現へ向けて大きく前進する。
2004年時点で録音データの基本情報が記載された書類の複写こそPDFで提供されてはおり "如何なる題名の作品が存在するか判明こそしていた"。当該書類上では未発表曲のマスターに全て "廃棄" との記載がされていたため、藍渕は〝それを閲覧した時は仲々絕望的な心境に陥った〟ものの、それでもマスター現存の希望を棄てずにいた。理由は先にCD化された「風知草」の音源が1976年にリリースされた物と別音源、しかも未発売のバージョンだったからであり、関係者が把握しそびれた "未知のマスター" 現存の可能性が当時まだ否定できなかったためである。
音源は1976年当時13曲が録音されており、そのうち11曲分の音源マスターがテイチクに現存していた。それらを記録に残る録音日時の早い作品から最終録音まで時系列に排列、軌跡を振り返る形式を採っている。「風知草」については音源が2種類存在するため、シングル・バージョンを最後のトラックに収録している。
本作は太田きよみの全面的な協力が得られ、CD封入のブックレットには歌詩〔ママ〕と共に太田へのインタビュー内容を反映させた詳細な楽曲解説が収載されている他、用いられた写真も太田が所蔵・管理している物である。
リマスタリング作業は2024年12月にTEMASで行われ、12月23日に主要関係者立会のもと音質面の総合チェックが為された。
アルバムタイトルは幾つか考案・用意された仮題の中から太田きよみが自ら選定・決定した物をそのまま採用している。
収載された歌詩の内容については、未発表作品分は記録やオリジナルの原稿がほぼ散逸し現存していないため藍渕が聴き採りで起した内容を反映させている。幾つかの作品は後にゆうき詩子による直筆の下書き原稿が太田きよみ宅で発掘されたため、電話口にて内容を太田に読み上げてもらいチェックを行った。
歌詩部分にはJASRAC作品コードとISRCも記載。JASRAC作品コードについては「港の子守唄」と「風知草」以外の作品には2025年3月時点で作品コード登録が為されていなかったため "JASRAC Not Registerd as of 2024.〔対訳：2024年現在JASRAC未登録〕" と記載する措置が取られている。
解説は藍渕の執筆した内容が文章量の多さ故にCD封入の歌詩ブックレットに収まり切らず、総合解説については初回特典非売品ブックレットへ別途収載される運びとなった。こちらも太田きよみへのインタビュー内容が可能な限り詳細に反映され、貴重な資料となっている。
歌詩ブックレットには “プロローグ：今このアルバムを手に取ってくださっている貴方へ” として "太田きよみから皆様へのメッセージ" も楽曲毎解説と共に所収。"いまの太田の想いと作品への謝辞" を購入者へ伝える内容となっている。
初回特典非売品ブックレットには総合解説、太田きよみ提供による作家陣による直筆の歌詩の下書き・曽根幸明直筆の譜面の他、当時の貴重なブロマイドや『プレイガール』出演時のスチール、2004年4月に出演した沢たまき追悼公演 "PLAYGIRL-ING〈プレイガール アイエヌジィ〉"カラー版ちらしが所収されている。
2024年初期企画案ではSACDでリリースする案もあったが、予算が高騰するためUHQCDでのリリースとなった。

## 収録曲
| 全作詞: ゆうき詩子（M-1を除く）、M-1: 山口洋子、全作曲: 曽根幸明。 |                                    |            |            |        |      |
| #                                                                  | タイトル                           | 作詞       | 作曲・編曲 | 編曲   | 時間 |
| 1.                                                                 | 「港の子守唄」                     | 山口洋子   | 曽根幸明   | 高田弘 | 3:59 |
| 2.                                                                 | 「冬ざれ駅」                       | ゆうき詩子 | 曽根幸明   | 小谷充 | 2:59 |
| 3.                                                                 | 「風知草」                         | ゆうき詩子 | 曽根幸明   | 高田弘 | 3:13 |
| 4.                                                                 | 「風の誘〈いざな〉い」             | ゆうき詩子 | 曽根幸明   | 小谷充 | 3:34 |
| 5.                                                                 | 「空白」                           | ゆうき詩子 | 曽根幸明   | 小谷充 | 4:53 |
| 6.                                                                 | 「倖わせの足音」                   | ゆうき詩子 | 曽根幸明   | 小谷充 | 2:12 |
| 7.                                                                 | 「追想〈恋にはぐれて〉」           | ゆうき詩子 | 曽根幸明   | 小谷充 | 3:30 |
| 8.                                                                 | 「京都〈京都慕情〉」               | ゆうき詩子 | 曽根幸明   | 高田弘 | 3:11 |
| 9.                                                                 | 「雨あがりの公園」                 | ゆうき詩子 | 曽根幸明   | 高田弘 | 3:45 |
| 10.                                                                | 「結婚」                           | ゆうき詩子 | 曽根幸明   | 小谷充 | 3:34 |
| 11.                                                                | 「悲しみは空の彼方へ」             | ゆうき詩子 | 曽根幸明   | 高田弘 | 3:08 |
| 12.                                                                | 「風知草〈シングル・バージョン〉」 | ゆうき詩子 | 曽根幸明   | 高田弘 | 3:10 |
| 合計時間:                                                          | 合計時間:                          | 合計時間:  | 41:13      |        |      |

## 楽曲解説
1. 港の子守唄
  - 本作および「冬ざれ駅」がテイチクに現存する音源では最古の録音。1stシングル・B面曲。
整理番号順では2番目である（詳細は#後述）。
  - 本作のみオリジナル楽曲ではなく、1971年11月に神サオリ[† 11]がポリドール（現：ユニバーサル）よりリリースしたシングルA面曲[5][† 12]のカバー。
    - 故に本作のみ、作詩は山口洋子。
    - 音楽出版者は、㈱セントラルミュージック[6]。
    - よって楽曲の著作権表記は "© 1971 by JAPAN CENTRAL MUSIC, LTD." である。

  - 曽根幸明にとっては渾身の自信作であったにも関らず神サオリ版が売れなかった事が非常に心残りで、眠らせた作品とするのが惜しまれたため、機会があったら再び陽の目を当らせるべく温存していた作品。太田きよみによる本録音でその願望は達成されたがA面を「風知草」にするか本作にするかで制作部門が議論となり、結局本作はB面曲としてリリースされる事となった。
  - 故に本作が辿った経緯を振り返ると "不運な作品" ではあるも作品自体の完成度は高く〝B面曲にするのは勿体無いなとはあの当時から思いました〟と太田は懐述している。
  - 山口洋子直筆による当時のオリジナル歌詩の手書き原稿が、初回特典非売品ブックレットへ収載された。
  - 編曲は高田弘が担当。ニ長調〈D〉のメロディーは演歌でもポップスでもない王道の歌謡曲そのものであり、要所要所で用いられているハーモニカが慕情や女ごゝろ〔ママ〕を巧みに演出している。
    - 本作特有の説得力や魅力はニ長調でこそ最大級に発揮され、またストリングスに於いては倍音の響きが非常に豊かなキー〔調〕でもある[† 13][† 14]。

  - 1975年10月28日録音 / 1976年2月25日リリース。
JASRAC作品コード：083-2335-6 / ISRC：JPTE07586710
2. 冬ざれ駅
  - "冬ざれる" とは "冬される" とも言う “草木も枯れ果て寂しく荒涼とした冬の風物の様子” を表した季語[† 15]。
  - アコースティック・ギターやグロッケンの清楚な響きに麗しいストリングスと明朗なトランペットが調和するヘ長調〈F〉のポップス歌謡曲。
  - 詩作世界観は "冬深まった駅での情景に傷心を抱きつつも雪にはしゃぐ子供の声に生きる歓びを再認識させられる…" と云うストーリーとなっている。
  - 1975年10月28日録音。ISRC：JPTE07588040
3. 風知草
  - 前述の通り唯一CD化されていた音源。1stシングル・A面曲だがシングル・バージョンとは別箇の音源マスターで現存、歌詩カードでは〈Extant Ver.〔現存版〕〉として分類している。
    - 解説で "本音源はアルバム・バージョンとして用いるため保管されていた可能性がある" との推察がされている。

  - 太田きよみが自身のキャリアに於いて最も重要かつ愛着があり大切にしている作品。
  - 本作に用いられた変ホ長調〈E♭〉というキーは太田のノンビブラート唱法の長所を最大限活かすべく設定された。
  - タイトルの風知草〈かぜしりぐさ〉には“裏葉草：Hakonechloa macra”と“風草・知風草：Eragrostis ferruginea”の2種類が存在し "作品内容と照合すると本作が指しているのは前者であろう" との推測がされている。
  - 曽根幸明にとっても終生通して渾身の作品の一つだった。編曲は高田弘となっているが曲全体のベーシックな編曲は作曲時点で既に曽根が脳裡に描いており、ストリングス部分やその他細部を曽根と高田弘が共同作業で制作したとの事である。
    - 中でも印象的なスタッカート奏法でイントロから響くリコーダーと、歌に入る直前にピーンと響くエレキ・ギターの爪弾き演奏は本作に於ける曽根幸明最大の拘りで〝あれら部分こそがこの作品の演奏の要なのだ〟と生前曽根が述べていたと太田きよみは証言している。
    - 大サビの部分に2⁄4拍子箇所が一瞬挿入され、主旋律には "搖れ〈プラルトリラー/逆モルデント[† 16]〉〔ママ〕" が入り、直後に印象的なピアノの伴奏が入る構成がさり気なくも実は豪華なタメ効果を演出しておりメロディー中間から後半へのフックとなっている。これは作品を聴き手に印象付けるための曽根幸明のアイデアの賜物である。

  - 本作について太田は〝この曲はシングルで出すとのことでしたから他の曲以上にビブラートを掛けないよう、とにかく眞直ぐな発声で唄うようにと主人からもディレクター[† 17]からも指示があり、営業の場でもそう唄いましたわ〟と懐述している。
  - ゆうき詩子直筆による当時のオリジナル歌詩の下書き・手書き原稿が、初回特典非売品ブックレットへ収載された。
  - 本作の音楽出版者は、㈱セントラルミュージック。
  - 1975年10月28日トラックダウン完了。
JASRAC作品コード：019-9682-7 / ISRC：JPTE07593490
吹込番号：TD-9349B / テープ№：AX2S5477
4. 風の誘〈いざな〉い
  - マカロニ・ウェスタンを意識した曲調で構成されており『シェーン』『荒野の用心棒』『夕陽のガンマン』等の西部劇作品の雰囲気を醸すメロディーで構築されている。
  - "ジャズ的アプローチで歌唱するように" と特段の指示があり〽想い出だけが～駆けめぐる～ムムム…等の箇所に於ける絕妙に息を抜いた歌唱はそれが反映されたものである。
  - 「風知草」とは詩世界が類似する他、キーもハ短調〈Cm〉で平行調の関係にある。
  - 本作の譜割[† 18]は非常に複雑で難しく、特に〽いっそこの身を任せたら～…の箇所に於けるリズムのシンコペーションが1976年当時は無論、今なお新鮮でアイデアに富む物であり、太田は〝凝った内容で今でもとても大好き〟と述べている。
  - 当時の手書き譜面が、初回特典非売品ブックレットへ収載された。
  - 1976年2月26日録音。ISRC：JPTE07693970
5. 空白
  - 歌としての箇所が短めで半分以上が主人公のモノローグ・ナレーションにより構成された内容は1969年8月5日発表の浅丘ルリ子「愛の化石」[† 19]のオマージュで、キーも同一のト短調〈Gm〉。本作もしっかりバラード歌謡曲となっている[† 20]。
  - 開始部のメロディーラインはカーペンターズの作品として周知されている「スーパースター」のオマージュ。本作ステージ歌唱用に準備された譜面はカーペンターズ版「スーパースター」と同一のヘ短調〈Fm〉で書かれて居り、中でも唄に入る箇所のFm9（英語版）のコードを用いた展開が太田は今でも大好きで〝私がこの構成を大好きと曽根先生が把握し構成してくださったのでしょう〟と述べている。
    - ヘ短調で記譜された当時の手書き譜面は、初回特典非売品ブックレットへ収載された。

  - 太田の証言によると本来は3番目と4番目のナレーションの間にも歌唱部分があるとの事。録音版では当該箇所がカットされている。
  - 最初期に提供された録音データPDFに音源マスターのテープ№記載が無く、現存状況が危ぶまれた作品。
  - 1976年2月26日録音。ISRC：JPTE07693980
6. 倖わせの足音
  - イ短調〈Am〉とイ長調〈A〉という同主調を用いた転調のアイデアが効果的に用いられた作品。
    - もし平行調であるハ長調〈C〉や属調平行調であるト長調〈G〉への転調であったならば、本作の保つユニークな面白味は出せなかっただろうとの推察がされている。

  - 太田にとっても複雑なリズムが当時から非常に気になる印象的な作品だったそうで、故にとてもノッた気分でレコーディングしたとのこと。
  - 太田きよみ作品群の中でも最も高い音（上のD〈レ〉）が用いられており（太田曰く、当時自然に出せた音域はF〈ファ〉から上のB〈シ〉迄だったとのこと）〝よくあの当時キチンと唄えていたなと感じます〟と太田はしみじみ懐述していた。
  - 当時の手書き譜面が初回特典非売品ブックレットへ収載された。リズム表記が特記し記譜されている。
  - 最初期に提供された録音データPDFに音源マスターのテープ№記載が無く、現存状況が危ぶまれた作品。
  - 1976年3月8日録音。ISRC：JPTE07694680
7. 追想〈恋にはぐれて〉
  - レコーディング当時はまだ正題が決定しておらず「恋にはぐれて」と云う仮題が付けられていた。
    - 故にテイチクに保管されていた音源マスターと太田きよみに1976年当時提供されたコピー・カセットテープの音源とを照合するまで本作は "謎の作品" と化しており、尚且つラスト箇所の歌詩が〽むらさきの影…だった事に加え、太田きよみ自身も正題が「追想」であるとの事実を把握していなかった。そのため長らく本作音源こそが#後述する幻の作品「むらさきブルース」ではないかと関係者ほぼ全員が推測するも、オリジナル音源マスター発掘によって漸く正体把握と相成った。
    - 故にもし本作音源マスターが失われていたならば太田が保管しているカセットテープから音源を起し、本音源を「むらさきブルース」として扱う處であった。

  - 冒頭からオーボエの演奏が印象的な編曲がされている。
  - "失恋の傷心を抱えて迎えた春の情景" を描いた内容をト長調〈G〉の素朴で温かなメロディーが中和している[† 21]。
  - 「風知草」シングル・バージョン同様にサビの箇所がダブル・レコーディングによる"太田きよみ・一人二重唱" でボーカルがミックスダウンされており〝あの当時は唄にそうした処理を施すのがちょっとした流行でしたの〟と太田は証言している。
  - 当時の手書き譜面が、初回特典非売品ブックレットへ収載された。
  - 1976年3月8日録音。ISRC：JPTE07694690
8. 京都〈京都慕情〉
  - 曽根幸明による仮題は「京都慕情」とされているが、大ヒットした同名異曲の存在もあり正題はあくまで「京都」と登録されている。
    - 但し、曽根幸明自身はあくまで本作を「京都慕情」と呼んでいた。

  - 曲調も詩作も本家「京都慕情」世界観をすっかりオマージュした世界観。キーもハ長調〈C〉で同一、高田弘の編曲も本家の川口真編曲の如き仕上りである。本家「京都慕情」に加えデューク・エイセス「女ひとり」もさり気なくリスペクトし組み込んだ作品構成が為されている。サウンドもしっかりベンチャーズ歌謡的なメロディーと編曲で構築。
  - バックの女声コーラスはコーラルエコーとの記録が残っている。
  - 歌唱は昭和50年代初期のいしだあゆみを髣髴するアプローチで、〽独り、旅してきたわ～た～し…や〽独り、彷徨う日暮れ～時…の箇所に存在する逆モルデントを用いた演歌的 "唸り[† 22]" が本作を特徴づけている[† 23]。
  - 太田は本作について〝タイトルはとても憶えているけどレコーディング当時の事は何故か全く思い出せなくて…〟と述べている。
  - 最初期に提供された録音データPDFに音源マスターのテープ№記載が無く、現存状況が危ぶまれた作品。
  - 1976年3月29日録音。ISRC：JPTE07695950
9. 雨あがりの公園
  - 太田きよみ曰く〝私の作品では稀な "成就した恋愛" の内容。「（私は）蜘蛛の糸」[8]は清純な内容ではないですから…とても思い入れある作品で。幸福な内容は珍しいんじゃないかしら?〟とのことだが、事実今回収録した作品群の中では唯一翳りの一切存在しない穏やかな倖福〔ママ〕を描いた一作。
  - ヘ長調〈F〉の爽やかで希望的なメロディーに高田弘が快活で愉し気なアレンジを加えており "もし1976年当時シングルとして本作がリリースされていたならば歌手・太田きよみの運勢はまた違ったものと成り得ていたかも知れない" 作品である。
  - 太田自身〝素直に倖せの描かれた作品世界がうれしくて、こゝろがルンルン躍る気分そのままでレコーディング致しました〟と証言している事に加え、本作こそが本企画立案をする上で大きな動機となった関係者各位にとっても "色々に重要なポイントとなった" 作品。
  - 1976年3月29日録音。ISRC：JPTE07695960
10. 結婚
  - 山崎一美名義での2ndシングル・A面曲。ジャケットの雰囲気[9]もタイトルも "幸せな雰囲気" でありそうながら実は "好きだった人が結婚するなんて" と云う内容が短いフレーズの詩作にアッケラカンとした響きのメロディーで構成される一種のナンセンスを狙った内容である。
  - リズム・セクションの響きを重視したややコンパクトとも云得る作風の編曲が為されている[† 24]。
  - 当時のいしだあゆみと北原ミレイを足して日吉ミミをうっすら添えた様な変ロ長調〈B♭〉の小唄風歌謡。
  - 太田は〝カントリー風味の内容で軽快な作風故か、あと短いセンテンスで構成された歌謡曲風作品だった故か、制作の会議にて本作がA面と決まったとのことでした〟と懐述しつつも、本作を振り返り〝倖せな内容ではないですし…メロディーも詩の中にも印象的なフレーズが存在するかと云われたらそうでもないですし。私と致しましても何かこゝろに殘る様な印象的に憶えている内容があるかと云えばそれも無く、結果的に全体が何か中途半端にはなって了ったかも〟と述べている。
  - しかし本作の7インチシングル盤レコードジャケット[9]は今尚ファンから根強い人気があり、『プレイガール』で共演した女優・片山由美子は〝まさに "きよみ・こうあるべき" って雰囲気だわ。私はこのジャケット好きです〟と述べている。
    - このジャケット写真は、本アルバムのケース裏ジャケットのデザインにも用いられた。

  - 1976年4月23日録音 / 1976年7月25日リリース。ISRC：JPTE07694700
11. 悲しみは空の彼方へ
  - 本アルバム表題作品であり、2ndシングル・B面曲。1976年当時アルバムとしては本作を主軸に据えた作風を目指しての制作だったらしく、太田きよみへ提供されたマスターのコピーでも本作が1曲目に配置されていた。
  - "この時期のゆうき詩子" と云得る内容の詩作にト長調〈G〉の温和かつ柔和で穏やかなメロディーの乗った「風知草・Part II」と云うべき内容である。
  - それ故か編曲は高田弘が担当しており、要所要所にて印象的に響くオーボエ、ストリングスを意識したオルガンの音色等を聴くと、本作もまた非常にたいせつな扱いを受けて制作されたのだと把握することが出来る。
  - 太田も〝この曲こそがそもそもは次のシングルの予定だったのですが直前になって「結婚」と逆転しまして〟と証言しており〝私と致しましてはこの曲の方が好きですから、今では当時以上に勿体無かったなとは思います〟と述べている。
  - どの位太田きよみ本人が本作を好きかと云うと〝毎年春が來て花開く季節となり、たんぽぽの花を見掛ける度に本作をつい口づさんで了う、それ位大好きです私〟とのことである。
  - 1976年4月23日録音 / 1976年7月25日リリース。ISRC：JPTE07695970
12. 風知草〈シングル・バージョン〉
  - 本音源こそが“山崎一美”としてのデビュー音源で、1stシングル・A面に収録。
  - オリジナルシングル音源版と2004年まで未発表音源だった現存版はいづれも個別に各種録音データ・コードが振り分けられた状態だった。
  - 本企画のためレコード規格品番や吹込番号、テープ№等あらゆる手を尽して捜索するも最後までマスターテープの行方が知れず、故に本音源は1976年発売のオリジナル7インチシングル盤より盤起ししデジタルリマスタリングして仕上げたものである。
    - この時に使用したレコード盤の保存状態が良好と云えず、音源の後半1箇所で取り切れなかった針飛びノイズが入っている。

  - サビの箇所のボーカルがダブル・レコーディングによる一人二重唱となっており、現存版はこの処理がされていないプレーン状態の物である。
  - オリジナル7インチシングル盤のジャケット[10]は太田のポートレートではなくイラストが用いられているが、これは当時の制作の “少し正体を隠して伏せたミステリアスな新人歌手として売り出したい” と云う意向からであった。故に一層 "『プレイガール』に出ていた女優・太田きよみ" は隠蔽される事となり、またミステリアスであり過ぎたため知名度もセールスも共に伸び悩む悔しい結果となった。故に次作「結婚」では本人の雰囲気が全面的に出たジャケットとなっている。
  - 本作の音楽出版者は、現存版と同じく㈱セントラルミュージック。
  - 1975年10月28日録音 / 1976年2月25日リリース。
JASRAC作品コード：019-9682-7 / ISRC：JPTE07596690
吹込番号：TD-8669 / テープ№：AXH04021

### 未収録楽曲
Ⓜ.むらさきブルース
- 最後まで音源マスターが行方不明だった作品。
- 記録では本作がテイチクでレコーディングした最初（最古）の録音であり、整理番号も1番で登録されている。
- ISRCコードが付与されていることから、1992年頃はまだ音源マスターが現存していたものと推察される。
- 太田きよみの保有しているマスターのコピーテープにも録音されず、また太田も本作が如何なる内容の如何なる作品だったか全く記憶に無いとの事で、現在本作を偲び辿り得る物はゆうき詩子による詩作原稿と曽根幸明による譜面のみである。
- "Ⓜ" とは本企画に於ける便宜的番号で "謎 «Mystery» " が由来。
"行方不明 «Missing » " の意味も含まれている。
- 1975年9月15日録音 / ISRC：JPTE07586700 / 吹込番号：TD-8670

## クレジット
- 制作・販売元：株式会社ブリッジ
- 制作管理：松尾篤平
- 販売促進：国井央志・三浦佳奈
- 企画・監修・解説：藍渕邪子
- デザイン：坂村健次（fish hat）
- 発売元：株式会社テイチクエンタテインメント
- 制作：檜山直樹
- マスタリング：吉良武男（TEMAS）